# Спорофит
Спорофитът е диплоидна структура или фаза от жизнения цикъл на полово размножаващите се растения. Всяка клетка на спорофита съдържа пълен набор от хромозоми. Спорофитът може да заема основната част (например при папратите и покритосеменните) или съвсем ограничена част от жизнения цикъл (например при мъховете).